# Delias funerea
Delias funerea is een vlindersoort uit de familie van de Pieridae (witjes), onderfamilie Pierinae.
Delias funerea werd in 1894 beschreven door Rothschild.